# ВЕС Міддельгруннен
ВЕС Міддельгруннен (дан. Middelgrunden від назви мілини в протоці) — данська морська вітрова електростанція, споруджена в протоці Ересунн, яка з'єднує Балтійське та Північне моря. На момент спорудження була найпотужнішою морською електростанцією у світі, проте за пару років поступилась інший данській ВЕС Горнс-Ріф.
Місце для розміщення ВЕС обрали за 3,5 км від гавані Копенгагена, в районі, куди традиційно вивозили ґрунт під час днопоглиблювальних робіт. За реалізацію проекта спільно взялись компанія DONG та вітроенергетичний кооператив Middelgrunden, кожен з яких встановив по 10 турбін. Будівельні роботи провадились у 2000 році, при цьому плавучий кран Eide Barge 5 спорудив фундаменти, а самопідйомне судно JB1 провело монтаж вітроагрегатів. Кабелі для видачі продукції довжиною 8 км проклало судно Henry P. Lading.
Електростанція, введена в комерційну експлуатацію у 2001 році, складається із 20 вітрових турбін одиничною потужністю 2 МВт, виготовлених компанією «Bonus Energy» (в подальшому була викуплена концерном «Siemens»). Вони мають діаметр ротора 76 метрів і встановлені на баштах висотою 64 метри в районі з глибинами моря від 2 до 6 метрів. Видача продукції відбувається через підводний кабель, що працює під напругою 30 кВ.